# Trianoptiles solitaria
Trianoptiles solitaria är en halvgräsart som först beskrevs av Charles Baron Clarke, och fick sitt nu gällande namn av Margaret Rutherford Bryan Levyns. Trianoptiles solitaria ingår i släktet Trianoptiles och familjen halvgräs. Inga underarter finns listade i Catalogue of Life.